# Escola Técnica Estadual Senador Ernesto Dornelles
A Escola Técnica Estadual Senador Ernesto Dornelles é uma instituição de ensino pública localizada na cidade brasileira de Porto Alegre, Rio Grande do Sul. Está sediada em um prédio incluído pela Prefeitura Municipal em 1982 no Inventário dos Bens Imóveis de Valor Histórico e Cultural e de Expressiva Tradição.

## História
Situada na Rua Duque de Caxias, n° 385, no centro da capital, a Escola foi fundada no dia 6 de junho de 1946, pelo decreto estadual nº. 649 de 29 de dezembro de [[1942. A ideia era criar uma das primeiras escolas técnicas femininas no país. O prédio da escola, nomeada em homenagem a Ernesto Dornelles, é um casarão construído entre 1913 e 1917 e projetado por Affonso Hebert.
A escola, com seus regimes de internato e semi-internato, possibilitou que meninas do interior do Rio Grande do Sul estudassem em Porto Alegre. À época, havia dois cursos disponíveis: o Ginásio Industrial, que ensinava corte e costura, confecção de chapéus, de flores e de ornatos, e o curso técnico em Artes Aplicadas. Em 1963, instituiu-se o curso técnico em Prótese Dentária.
Atualmente, a escola oferece ensino médio e cursos técnicos em Design de Interiores, em Prótese Dentária e em Nutrição e Dietética. Possui cerca de 1200 alunos matriculados.